# Тортора, Энцо
Э́нцо Кла́удио Марче́лло То́ртора (итал. Enzo Claudio Marcello Tortora; 30 ноября 1928, Генуя — 18 мая 1988, Милан) — итальянский журналист, телеведущий и политик.

## Биография
Энцо Клаудио Марчелло Тортора родился 30 ноября 1928 года.
В конце сороковых годов присоединился к любительскому театру Марио Байстрокки в Генуе.
В 1951 году переехал в Рим, выиграл конкурс для работы на RAI и начал карьеру на радио.
В 1956 году пришёл в телепрограмму «Primo applauso».
В 1957 перешёл на «TeleMatch», а в 1961 — на «Campanile sera».
До 1969 года вёл на Rai 2 программу «Спортивное воскресенье» (итал. La Domenica Sportiva).
27 мая 1977 года на Rai 2 стала выходить программа Portobello с его участием.
17 июня 1983 года в четыре часа утра арестован карабинерами Рима по подозрению в торговле наркотиками и в сотрудничестве с каморрой. Обвинения были выдвинуты на основании показаний сотрудничающих с полицией членов преступных группировок. 17 сентября 1985 года осуждён на 10 лет тюремного заключения.
С июля 1984 по декабрь 1985 года являлся депутатом Европейского парламента, куда был избран по списку Радикальной партии.
26 апреля 1985 года в ходе судебного процесса прокурор заявил, что Тортора избран в Европарламент на деньги каморры. Тортора заявил, что это оскорбление, и прокуратура обратилась в Европаламент с запросом на лишение Торторы депутатской неприкосновенности для привлечения его к ответственности за неуважение к суду. 9 декабря 1985 года евродепутаты проголосовали против этого решения, но 31 декабря 1985 года Тортора сам сдал депутатский мандат и отказался от иммунитета.
15 сентября 1986 года освобождён из заключения по реабилитирующим обстоятельствам и 20 февраля 1987 года вновь вошёл в телевизионную студию RAI в качестве ведущего программы Portobello, где публика стоя встретила его аплодисментами.